# Johan Schuurman
Johan Wilhelm Schuurman (Utrecht, 28 augustus 1812 - Ede, 26 december 1885) was een Nederlands jurist. Hij was van 1872 tot 1883 raadsheer in de Hoge Raad der Nederlanden.
Schuurman was de zoon van koopman David Boelen Schuurman en diens echtgenote Heiltje Stroek. Hij studeerde rechten aan de Universiteit Utrecht van 1831 tot 1838, waar hij op 29 mei 1838 promoveerde op De natura pignoris quod creditor habet ex contractu bodemeriae. Na zijn promotie werd hij advocaat, eerst te Amsterdam en daarna te Gorinchem. In die laatste plaats werd hij in 1842 rechter bij de Rechtbank Gorinchem. In 1855 werd hij rechter bij de Rechtbank Leiden en in 1861 werd hij daar president van de rechtbank. Een jaar later werd hij benoemd tot raadsheer bij het provinciaal gerechtshof in Noord-Holland.
Op 2 maart 1872 werd Schuurman aanbevolen voor benoeming tot raadsheer in de Hoge Raad, ter vervulling van een vacature die was ontstaan door het pensioen van Benedictus van den Velden en de benoeming van Justus Dorotheus Willem Pape tot vicepresident. De Tweede Kamer plaatste hem eveneens bovenaan de aanbeveling en de benoeming volgde op 11 maart. Op 25 april 1883 werd hem ontslag verleend wegens slechte gezondheid.
Schuurman was op 18 april 1850 te Utrecht getrouwd met zijn volle nicht Maria Catharina Elink Schuurman. Hij overleed op 73-jarige leeftijd in Ede.
- Nederlandse Thesaurus van Auteursnamen: 137171463
- Virtual International Authority File: 288846617